# Paul Böttner
Paul Böttner (* 2. September 1988) ist ein deutscher Crosslauf-Sommerbiathlet und Target-Sprint-Athlet.
Paul Böttner startet wie sein Bruder Max Böttner für den SV Eintracht Frankenhain wird von Herbert Wiegand trainiert und lebt in Gräfenroda. Er gewann bei den Deutschen Meisterschaften im Sommerbiathlon 2008 in Bayerisch Eisenstein gemeinsam mit Marcel Bräutigam und Erik Lahl als Vertretung Thüringens den Titel des Deutschen Meisters mit der Kleinkalibergewehr-Staffel. 2008 nahm er auch erstmals an einer Junioren-Weltmeisterschaft im Sommerbiathlon teil und wurde bei den Wettkämpfen in der Haute-Maurienne 14. im Sprint und Zehnter der Verfolgung. Im Jahr darauf erreichte er bei der Junioren-WM in Oberhof Platz 21 im Sprint und 15 in der Verfolgung. Nur wenige Wochen zuvor gewann er mit Matthias Albrecht und Robert Janikulla für Thüringen startend bei den Deutschen Meisterschaften 2009 in Zinnwald den Titel im Staffel-Wettbewerb. Zuvor trat Böttner schon bei der Junioren-Europameisterschaft an und wurde 31. im Sprint sowie mit Lena Schäfer, Anna Wahls und Niklas Heyser Siebter mit der Mixed-Staffel. Bei der DM 2010 in Zinnwald gewann er hinter Steffen Jabin Silber im Kleinkaliber-Sprint sowie mit Jabin und seinem Bruder den Titel im KK-Staffelrennen.
Bei den Sommerbiathlon-Europameisterschaften 2011 in Martell nahm Böttner erstmals an einer internationalen Meisterschaft im Leistungsbereich teil. Im Sprint wurde er 17., im Verfolgungsrennen 16.

## Belege
1. ↑  Uli Böttner: Drei Meistertitel für Frankenhain. Thüringer Allgemeine, 12. August 2017, abgerufen am 25. September 2019.
2. ↑  https://archive.today/2012.07.22-175410/http://biathlon.xc-ski.de/96-sommerbiathlon-em-in-nove-mesto.html

| Personendaten    | Personendaten                      |
| ---------------- | ---------------------------------- |
| NAME             | Böttner, Paul                      |
| KURZBESCHREIBUNG | deutscher Crosslauf-Sommerbiathlet |
| GEBURTSDATUM     | 2. September 1988                  |